# Eucriotettix brachynotus
Eucriotettix brachynotus är en insektsart som beskrevs av Zheng, Z. och G. Jiang 1997. Eucriotettix brachynotus ingår i släktet Eucriotettix och familjen torngräshoppor. Inga underarter finns listade i Catalogue of Life.